# ورزشگاه جی‌اس‌پی
ورزشگاه جی‌اس‌پی (به انگلیسی: GSP Stadium) (همچنین به یونانی: Στάδιο Γυμναστικός Σύλλογος "Τα Παγκύπρια") یک ورزشگاه فوتبال در نیکوزیای قبرس است. این ورزشگاه ظرفیت ۲۲٬۸۵۹ تماشاگر را دارد و در ۶ اوت ۱۹۹۹ با مسابقه‌ای میان آپوئل و اومانیا گشایش یافت. همچنین این ورزشگاه میزبان مسابقات باشگاه‌های فوتبال آپوئل و اومانیا و تیم ملی فوتبال قبرس است.

## نگارخانه

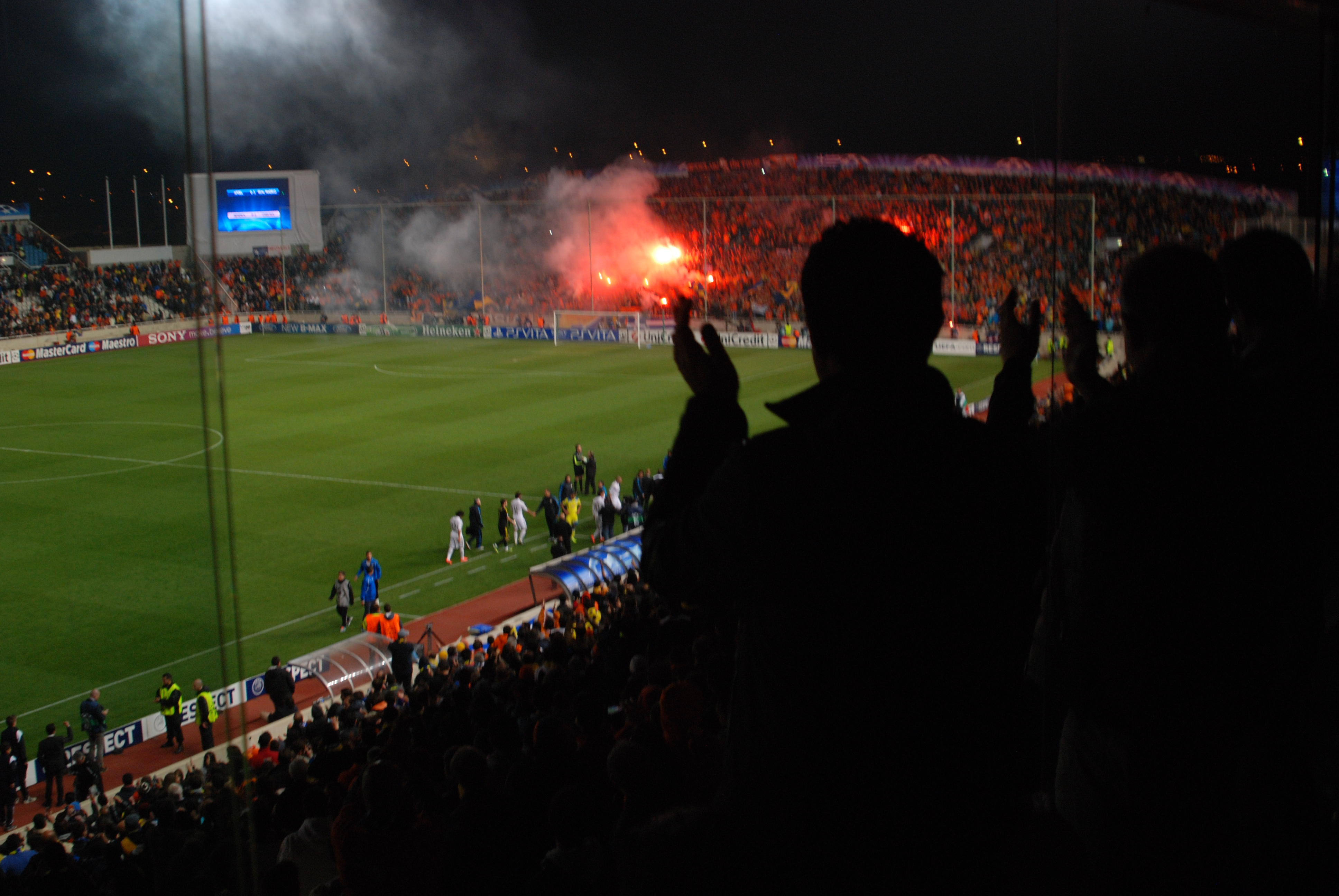
نمایی از ورزشگاه در سال ۲۰۰۶
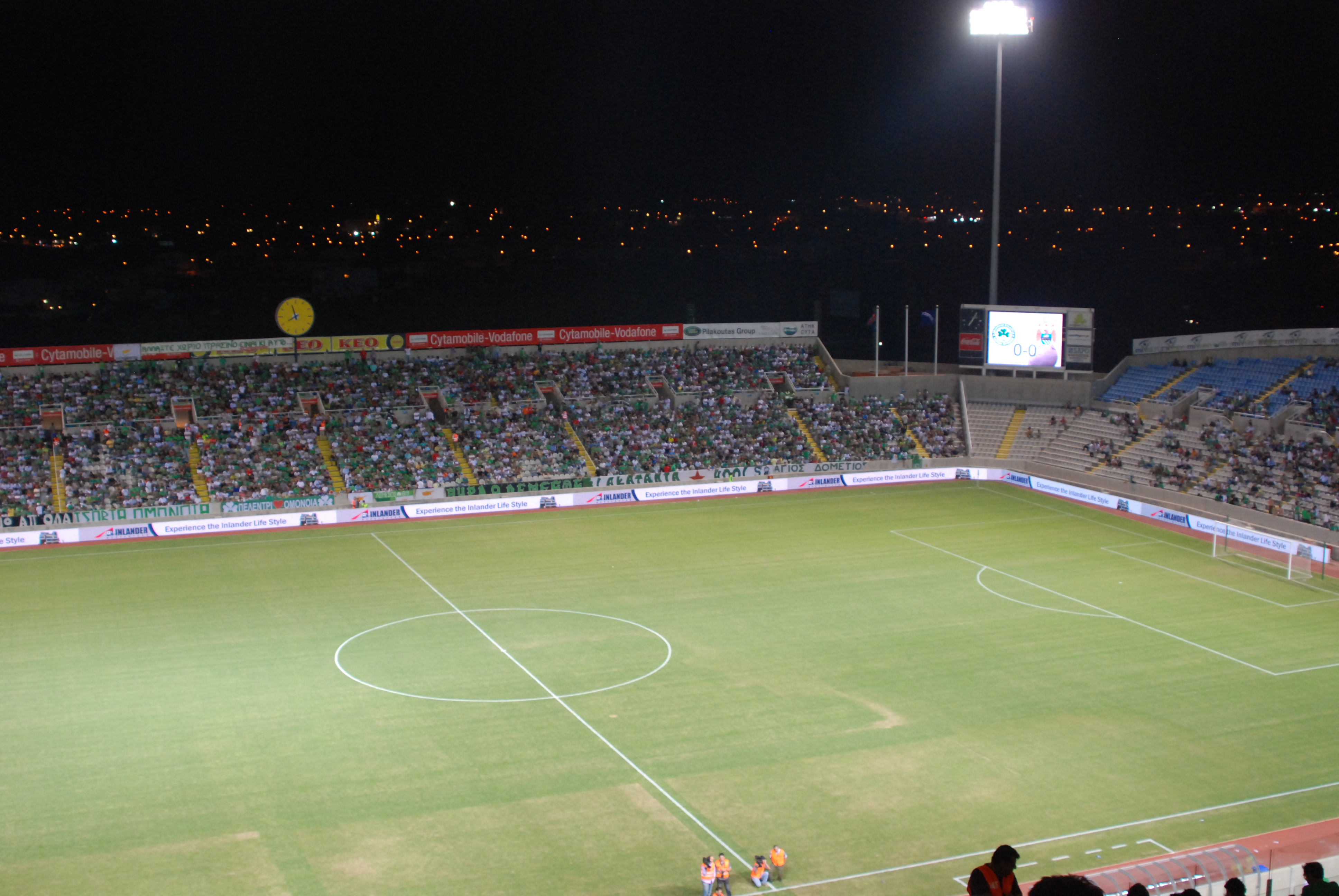
نمایی از ورزشگاه در سال ۲۰۰۸
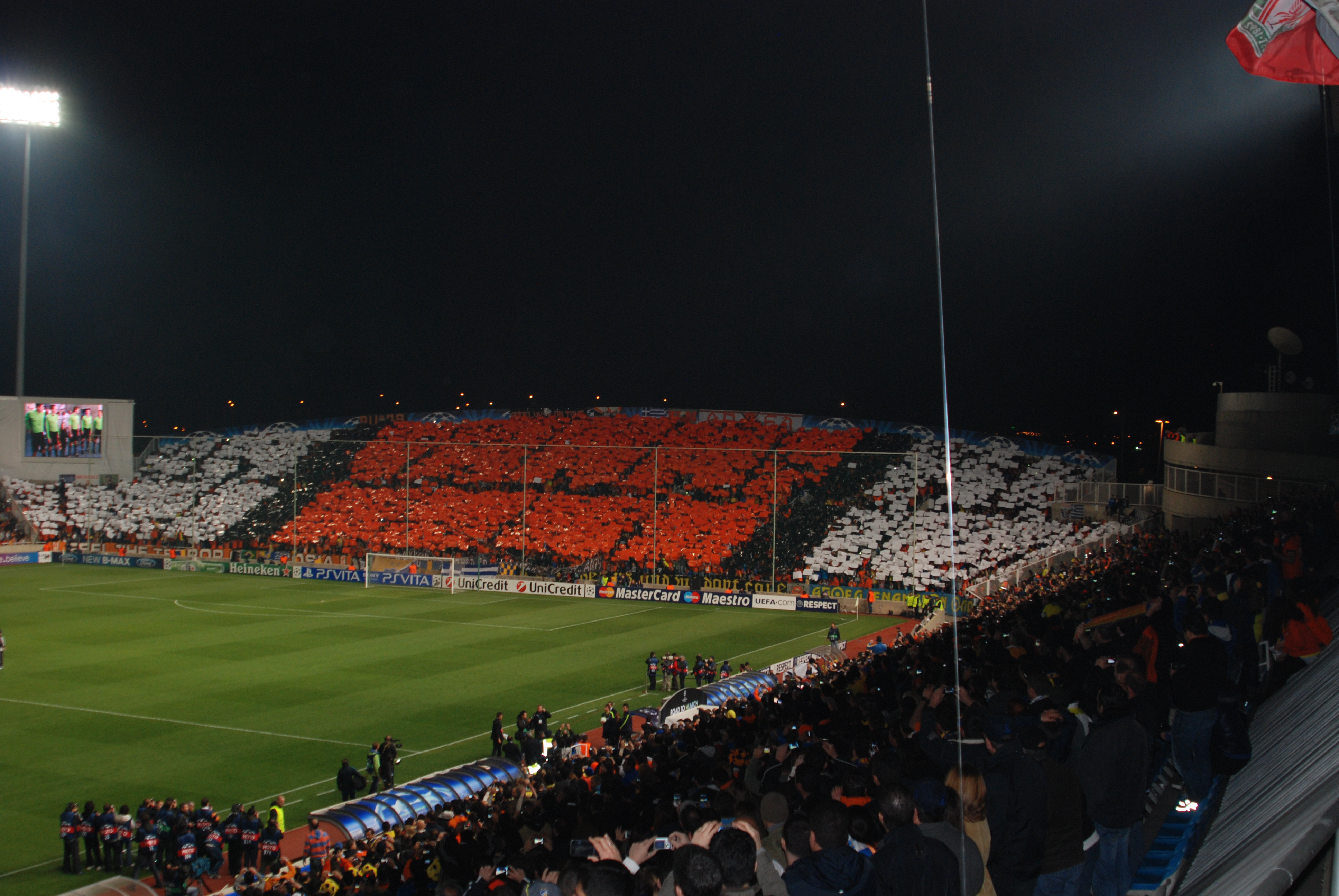
نمایی از هواداران آپوئل پیش از مسابقه با رئال مادرید در مسابقات لیگ قهرمانان اروپا
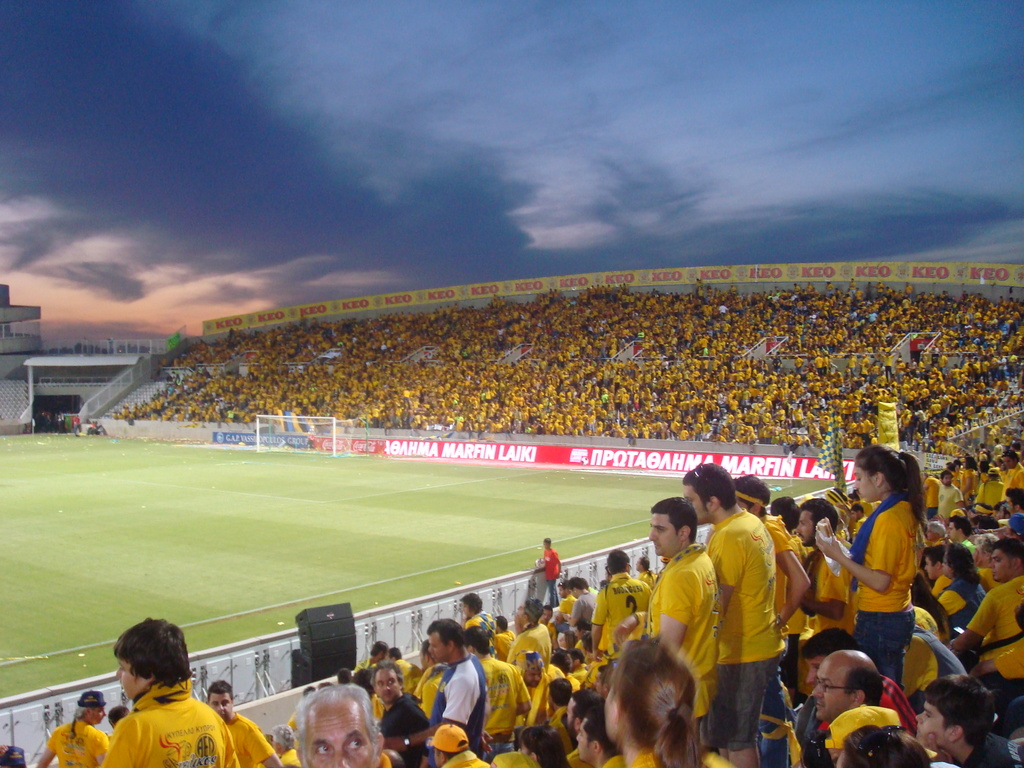
نمایی از هواداران و جایگاه‌های ورزشگاه